# 丹圣米克洛什
丹圣米克洛什（匈牙利語：Dánszentmiklós）是匈牙利佩斯州所辖的一个村。总面积38.01平方公里，总人口2946，人口密度77.5人/平方公里（2011年1月1日）。